# Felimida ocellata
Felimida ocellata is een slakkensoort uit de familie van de Chromodorididae. De wetenschappelijke naam van de soort is voor het eerst geldig gepubliceerd in 1997 door Ortea, Gofas & Valdés.